# It's All Too Much
It's All Too Much (Harrison) är en låt av The Beatles från 1967.

## Låten och inspelningen
Enligt många bedömare en ganska dåsig låt som George Harrison spelade in vid tre tillfällen (25- 26 maj och 2 juni 1967) under den ganska drogdimmiga period som följde direkt efter att Beatles avslutat Sgt. Pepper's Lonely Hearts Club Band. Låten präglas av indiskinfluerad melodi, otaliga ljudeffekter och en något drömsk text. Harrison flätar även in The Merseys hit ”Sorrow” mot slutet av låten, vilken kom med på soundtracket till Yellow Submarine, som utgavs i USA och England 13 respektive 17 januari 1969. 